# Сиода, Годзо
Сиода Годзо (яп. 塩田 剛三 Сиода Го:дзо:, родился 9 сентября 1915 года, Токио — 17 июля 1994 года, Токио) — основатель стиля Ёсинкан айкидо.
Годзо Сиода в юности изучал дзюдо. После того как в 1932 году во время демонстрации приёмов айкидо (в то время называвшееся айки-дзюдзюцу) его легко бросил Морихэй Уэсиба, Годзо Сиода стал его учеником. Сиода известен как один из наиболее знаменитых людей в истории айкидо. В 1961 году ему был присвоен Уэсибой 9-й дан айкидо, а в 1985 году Международной федерацией Будо ему был присвоен 10-й дан айкидо и звание Мэйдзин (яп. 名人 мэйдзин, «Великий мастер»).

## Молодость и тренировки в качестве ути-дэси
Отец Годзо Сиоды был известным врачом-педиатром и верил в огромную пользу занятий боевыми искусствами с раннего возраста для гармоничного развития тела и духа человека. Поэтому часть своего дома он отвел под  додзё, которое назвал Ёсинкан и в котором его студенты стали заниматься дзюдо под руководством приглашённых сэнсэев. Годзо Сиода в детстве был очень болезненным ребенком, и отец стал активно поощрять его к занятиям дзюдо.  Тренировки закалили Сиоду, и к моменту обучения в старших классах он получил чёрный пояс по дзюдо . В дальнейшем Годзо Сиода поступил в Университет Такусёку (яп.), но прервал обучение в нём, чтобы тренироваться в качестве ути-дэси (ути-дэси (яп. 内弟子) — ученик, живущий при додзё) в додзё Морихэя Уэсибы Кобукан (на том месте, где стояло додзё Кобукан, в настоящее время располагается Хомбу додзё Айкикай). Это было первое официальное додзё того стиля боевых искусств, который впоследствии стал называться айкидо. В то время этот стиль назывался айки будо.
В те дни айки будо всё ещё было очень жёстким стилем боевого искусства, и тренировки в Кобукане были интенсивными. Это был тот тип тренировок, который нравился Годзо Сиоде, и который он постарался сохранить позже, когда основал Ёсинкан. Часто он с другими ути-дэси прогуливался по ночному Токио и вступал в схватки с бандитами, для того чтобы проверить свои навыки, несмотря на то, что это было запрещено Уэсибой. Однажды Сиода и его кохай вступили в схватку с бандой якудза, насчитывавшей приблизительно тридцать членов. Он смог одержать победу в этой схватке, первым выведя из строя их лидера. Сиода говорил, что это был важный момент в тактике схватки со многими противниками.

## Солдат Императорской армии Японии
Сиода обучался у Уэсибы с перерывами в общей сложности около десяти лет. В 1941 году, после окончания университета, он был направлен в Китай в составе Императорской армии Японии. Во время пребывания там, а также на Тайване и на Борнео, он имел несколько случаев на практике проверить свои навыки в боевых искусствах.
Во время одного из инцидентов, когда в Шанхае он выпивал в баре со своим армейским приятелем, последний вступил в ссору с членами местной банды, позвавшими на подмогу ещё троих бандитов. В то время Шанхай был довольно беззаконным местом, и китайские бандиты вполне серьёзно намеревались убить двух этих японских солдат. Сиоде и его другу удалось вырваться, но им пришлось отступить в комнату, куда ворвались затем четверо бандитов. В завязавшейся драке Сиода, используя принципы и приёмы айкидо, сломал ногу одному из нападавших, руку другому, и добил ещё одного из них сильным ударом в живот. Впоследствии он описал это происшествие как своё «прозрение в айкидо», и утверждал, что вы можете проверить, действительно ли работает ваше айкидо, только в подобных ситуациях, когда речь идёт о жизни или смерти.

## Создание стиля Ёсинкан
Сиода вернулся в Японию после окончания Второй мировой войны, завершил процесс своего обучения у Уэсибы, и начал устраивать показательные выступления в полиции и армейских подразделениях. Это дало ему основу для создания в 1955 году собственного додзё, названного им Ёсинкан в память о додзё отца. Додзё располагалось в Токио, в районе храма Цукудо Хатимана. Впоследствии местоположение додзё несколько раз менялось, и теперь оно располагается в Такаданобаба, в Синдзюку, недалеко от станции токийского метро Такаданобаба линий Тодзай и Яманотэ.
Поскольку Хомбу додзё (главное додзё) Ёсинкан айкидо  тесно сотрудничало с Полицейским управлением Большого Токио в части обучения приёмам айкидо сотрудников подразделений по борьбе с массовыми беспорядками, встала необходимость разработки методики, позволявшей быстро обучать базовым приёмам большие группы неподготовленных людей. Такой методикой стали шесть базовых движений «Кихон Доса» (яп. 基本動作 кихон до:са, «Базовые перемещения»), разработанные совместно Годзо Сиодой и его учениками Кёити Иноуэ  и Такаси Кусидой.
Годзо Сиода является автором ряда видеофильмов и книг по айкидо, в том числе, бестселлера «Динамическое айкидо».
Стиль айкидо Ёсинкан получил широкое распространение в мире, и в настоящее время за пределами Японии насчитывается приблизительно 150 додзё, объединённых организацией Aikido Yoshinkan Foundation (AYF).
Хомбу додзё Ёсинкан айкидо посещали ряд знаменитостей, включая Роберта Кеннеди (англ. Robert F. Kennedy) и Майка Тайсона (англ. Mike Tyson).
Стиль айкидо Ёсинкан известен как динамичный, что связано с практичностью используемых в нём приёмов, но при этом он также остаётся верным идеалам миролюбия и гармонии, изложенным основателем айкидо Морихэем Уэсибой.